# Anna Jeglová
Ing. Anna Jeglová, provdaná Pálenská (* 3. července 1985) je česká modelka a účastnice soutěží krásy.

## Osobní život
Anna Jeglová pochází z Hroznové Lhoty, kde také navštěvovala základní školu. V letech 2000–2004 studovala na Purkyňově gymnáziu ve Strážnici. Poté studovala na Agronomické fakultě Mendelovy univerzity v Brně bakalářský obor Technologie potravin v studijní programu Chemie a technologie potravin, který absolvovala v roce 2008 a získala titul Bc. Poté studovala navazující magisterský obor Technologie potravin v studijní programu Chemie a technologie potravin, který absolvovala v roce 2010 a získala titul Ing.
Provdala se za Víta Pálenského, se kterým má syna Vítečka. Společně žijí ve Strážnici.

## Soutěže Miss
Anna Jeglová se zúčastnila těchto soutěží krásy:
- Miss Europe-Junior 2003 – vítězka, Miss sympatie[4]
- Miss České republiky 2005 – semifinalistka (Miss jižní Moravy – 4. místo)[5]
- Miss Global Beauty Queen 2005 – semifinalistka
- International Model of the Year 2006 – neumístila se[6]